# Bezpartyjny Blok Wspierania Reform
Der Parteilose Block zur Unterstützung der Reformen (poln. Bezpartyjny Blok Wspierania Reform, BBWR) war eine polnische Partei, die 1993 von Politikern aus dem Umfeld von Staatspräsident Lech Wałęsa gegründet wurde. Ziel war es, die Politik des Präsidenten parlamentarisch zu unterstützen. Das Akronym BBWR wurde bewusst in Anlehnung an den Parteilosen Block der Regierungsunterstützer (Bezpartyjny Blok Współpracy z Rządem) in der Zwischenkriegszeit gewählt.
Bei den Wahlen zum Sejm 1993 zog der BBWR mit 5,4 Prozent und 16 Mandaten ins Parlament ein. Zur Parlamentswahl 1997 trat der BBWR nicht mehr an. 